# A estación violenta
A estación violenta é um filme galego do género drama, realizado e escrito por Anxos Fazáns, Daniel Froiz, Ángel Santos e Xacobe Casas, com base no romance homónimo de Manuel Jabois. Estreou-se no Festival de Cinema Europeu de Sevilha a 9 de novembro de 2017.

## Elenco
- Alberto Rolán como Manoel
- Nerea Barros como Claudia
- Xosé Barato como David
- Antonio Durán "Morris" como traficante de drogas
- Xiana Arias
- Laura Lamontagne

## Reconhecimentos
| Ano  | Prémios              | Categorias                   | Destinatários e nomeados                                | Resultado | Referências |
| ---- | -------------------- | ---------------------------- | ------------------------------------------------------- | --------- | ----------- |
| 2017 | Prémios Mestre Mateo | Melhor filme                 | A estación violenta                                     | Indicado  | [ 4 ]       |
| 2017 | Prémios Mestre Mateo | Melhor realização            | Anxos Fazáns                                            | Indicado  | [ 4 ]       |
| 2017 | Prémios Mestre Mateo | Melhor ator                  | Alberto Rolán                                           | Indicado  | [ 4 ]       |
| 2017 | Prémios Mestre Mateo | Melhor atriz                 | Nerea Barros                                            | Indicado  | [ 4 ]       |
| 2017 | Prémios Mestre Mateo | Melhor argumento             | Anxos Fazáns, Daniel Froiz, Ángel Santos e Xacobe Casas | Indicado  | [ 4 ]       |
| 2017 | Prémios Mestre Mateo | Melhor montagem              | Anxos Fazáns, Diana Touceda e Iria Silvosa              | Indicado  | [ 4 ]       |
| 2017 | Prémios Mestre Mateo | Melhor som                   | Xavi Souto                                              | Indicado  | [ 4 ]       |
| 2017 | Prémios Mestre Mateo | Melhor direção de fotografia | Alberte Branco                                          | Indicado  | [ 4 ]       |